# Enicospilus nugalis
Enicospilus nugalis är en stekelart som först beskrevs av Schulz 1906.  Enicospilus nugalis ingår i släktet Enicospilus och familjen brokparasitsteklar. Inga underarter finns listade i Catalogue of Life.